# ギフチョウ
ギフチョウ（岐阜蝶・学名 Luehdorfia japonica）は、チョウ目・アゲハチョウ科・ウスバアゲハ亜科ギフチョウ属に分類されるチョウの一種。日本の本州の里山に生息するチョウで、成虫は春に発生する。近年、里山の放棄、開発などにより個体数の減少が著しい。

## 特徴
成虫の前翅長は3-3.5 cm、開張は4.8-6.5 cmほど。成虫の翅は黄白色と黒の縦じま模様で、後翅の外側には青や橙、赤色の斑紋が並ぶ。さらに後翅には尾状突起を持つ。オスとメスの外観の差異は少なく、若干メスが大きい。近縁種のヒメギフチョウとよく似ているが、ギフチョウは前翅のいちばん外側に並ぶ黄白色の斑紋が、一番上の1つだけが内側にずれている。後翅亜外縁に並ぶ斑紋は橙色（ヒメギフチョウでは黄白色）。また、尾状突起が長く、先が丸いことなども区別点となる。
日本の固有種で、本州の秋田県南部の鳥海山北麓から山口県中部にいたる26都府県（東京都、和歌山県では絶滅）に分布する。分布域によって色柄などの地理的変異が見られる。
下草の少ない落葉広葉樹林に生息し、成虫は年に1度だけ、3月下旬-6月中旬に発生する。ただし発生時期はその年の残雪の量に左右される。オスはメスよりも1週間ほど早く発生する。カタクリ、ショウジョウバカマ、スミレ類、サクラ類などの花を訪れ吸蜜する。黄色い花にはほとんど集まらない。ギフチョウのオスは、交尾の際、特殊な粘液を分泌してメスの腹部の先に塗りつける習性がある。塗りつけられた粘液は固まって板状の交尾嚢になり、メスは2度と交尾できない状態になる。午前は日光浴や交尾、午後は高いところを飛び回る。
幼虫の食草はウマノスズクサ科カンアオイ属のミヤコアオイやヒメカンアオイなどで、卵もこれらの食草に産みつけられる。卵の直径は1mmほどである。真珠のような卵から孵化した幼虫は黒いケムシで、孵化後しばらくは集団生活をして育つ。4回脱皮した終齢幼虫は体長3.5cmほどに成長し、夏には成熟して地表に降り、落ち葉の裏で蛹となる。蛹の体長はだいたい2cmくらいである。蛹の期間が約10ヶ月と非常に長いのが特徴で、そのまま越冬して春まで蛹で過ごす。

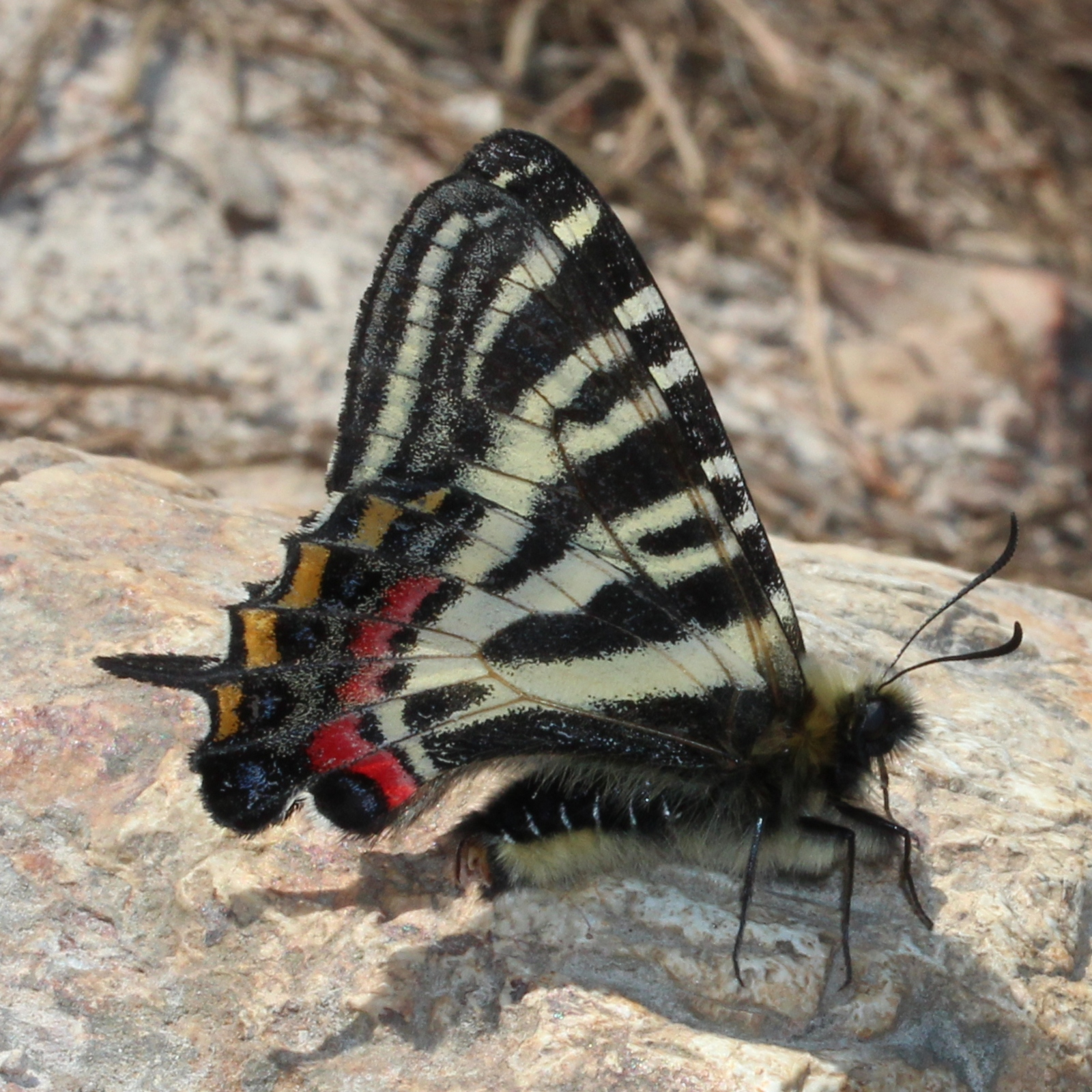
裏翅
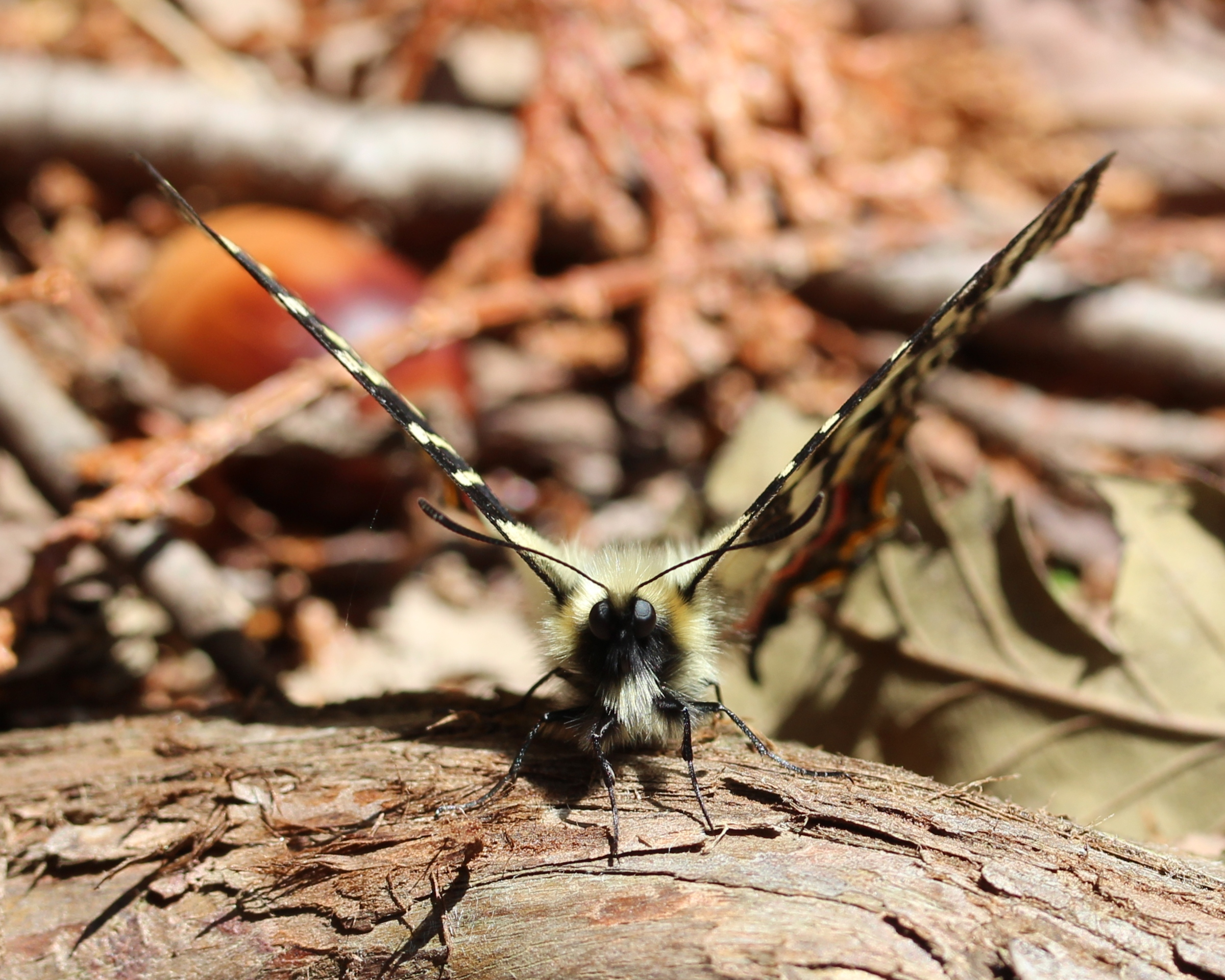
頭部
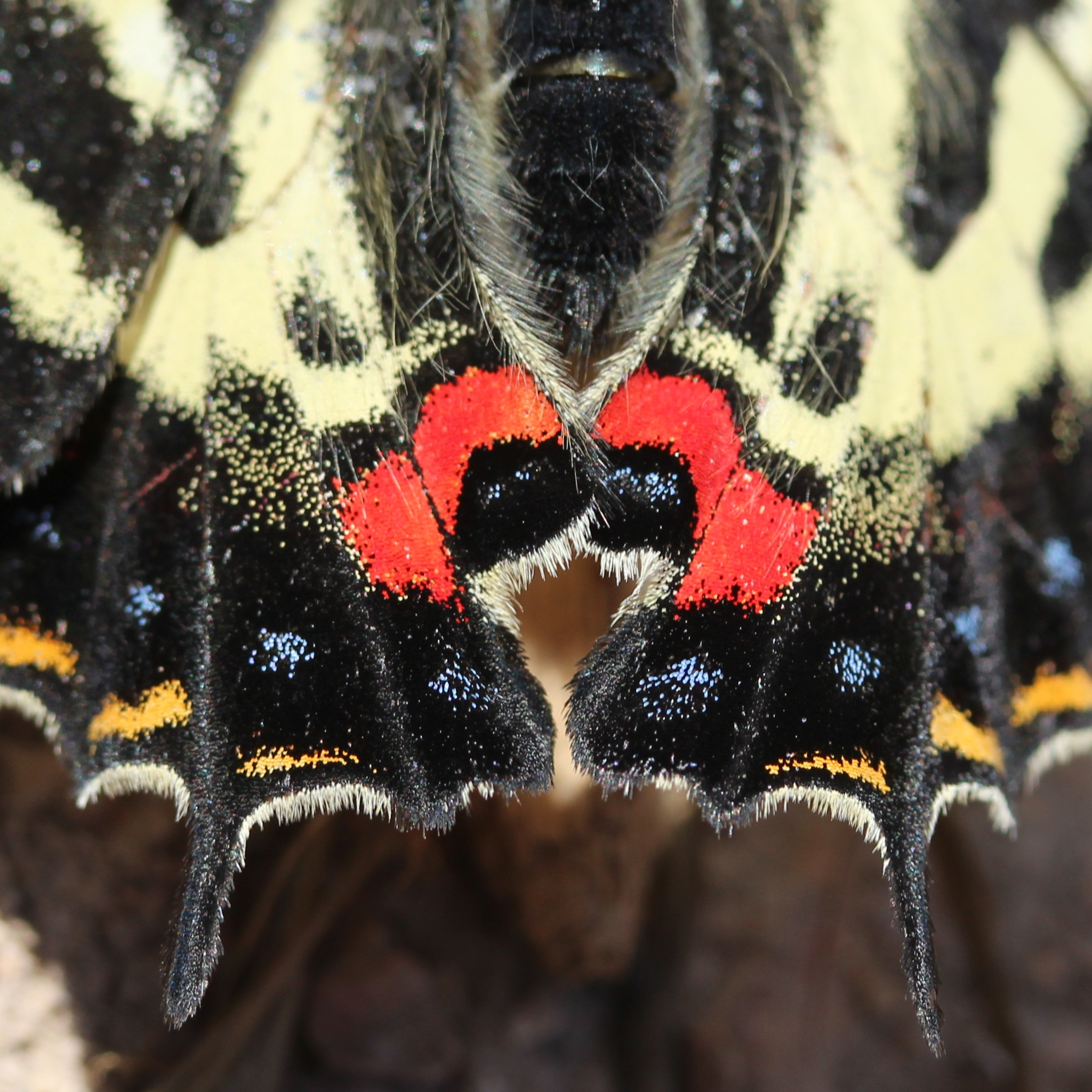
後翅の細部
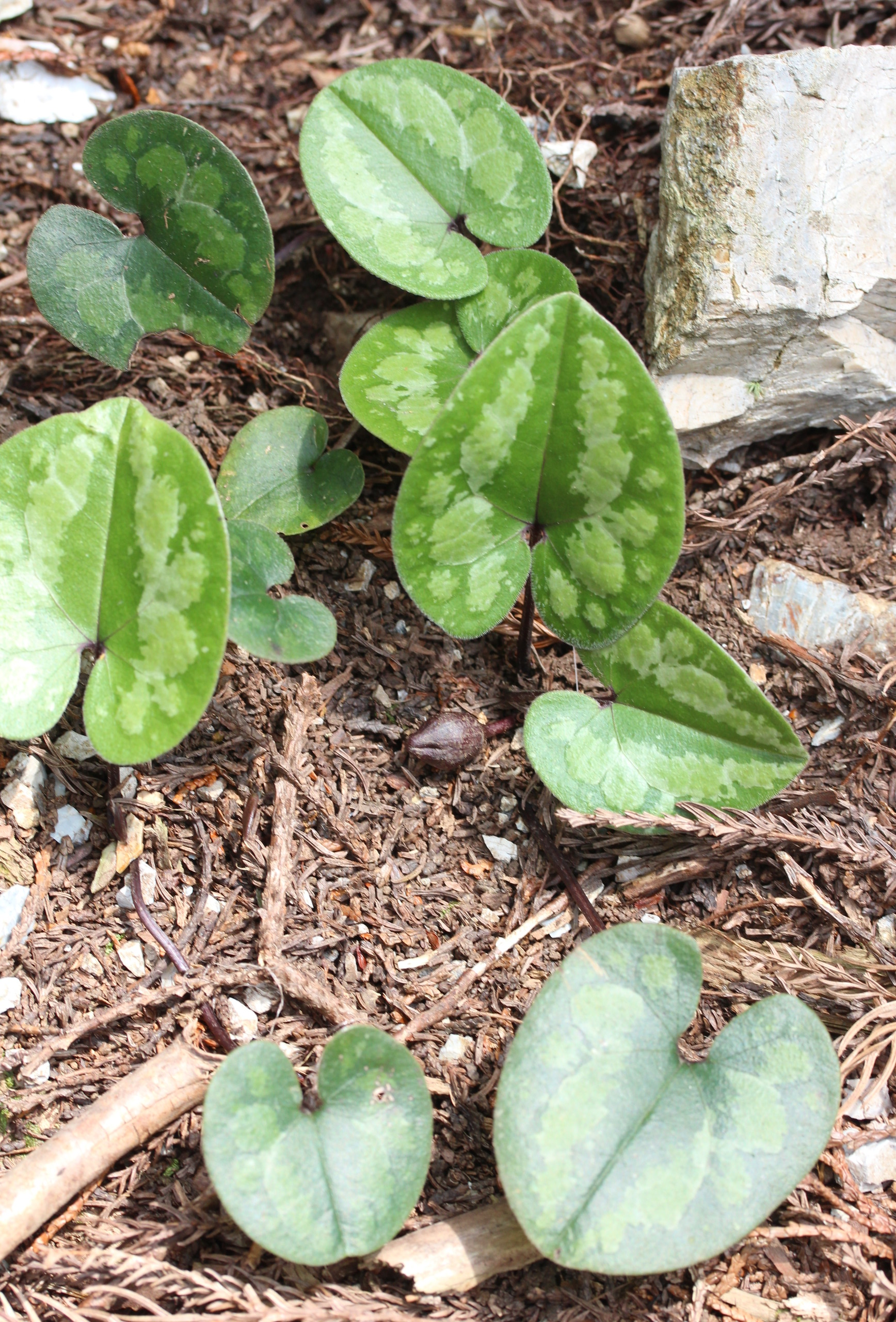
幼虫が食草とするカンアオイ

## ギフチョウの発見と名前の由来
1731年の作とされる国立国会図書館所蔵『東莠南畝讖』にはギフチョウ図が掲載されているが、その当時は「錦蝶」と呼ばれていた。吉田高憲が1840年前後に『雀巣庵虫譜』でギフチョウを「ダンダラチョウ」として挿絵付きで解説していたことから、伊藤篤太郎は『動物学雑誌　第11号』でこの和名をダンダラチョウとするべきと主張していた。
和名は1883年（明治16年）4月24日、名和靖によって岐阜県郡上郡祖師野村（現下呂市金山町祖師野）で採集されたことに由来する。名和靖が採取した標本を石川千代松に同定を依頼し、当時の新種であることが確認された。1887年（明治20年）ギフチョウの食草を発見したものには懸賞金が与えられることになり、当時14歳だった名和梅吉（名和昆虫研究所2代目所長）がその食草の1種であるウスバサイシンを谷汲村で発見し20銭の懸賞金を名和靖から与えられた。1889年（明治22年）4月15日に発行された『動物学雑誌　第1巻　6号』に、明治22年3月中に岐阜県に採取された蝶類目録として「ギフテフ」という名称が掲載され、その後この呼び名が多くの人に知られるようになった。
1887年横浜市に在住していたイギリス人博物学者のヘンリー・ジェイムズ・ストヴィン・プライヤーは、「日本蝶類図譜」で岐阜で採取されていたギフチョウを北海道のヒメギフチョウと同種と発表していたが、イギリスの昆虫学者ジョン・ヘンリー・リーチの鑑定により1889年（明治22年）に新種のギフチョウ（Luehdorfia japonica Leech）であると訂正された。1897年（明治30年）に『昆虫世界』第1巻第1号の巻頭口絵でギフチョウとヒメギフチョウの生態観察のスケッチが学名付きで掲載された。

## ギフチョウ属
ギフチョウ属（Luehdorfia）は、以下の種に分類されている。シベリアから中国にかけての地域などに分布している。
- シナギフチョウ L. chinensis - 中国に分布[20]
- Luehdorfia choui
- ギフチョウ L. japonica - 日本の固有種、西日本に分布
- オナガギフチョウ L. taibai- 中国に分布。L. longicaudataの名が用いられることがあるが、有効名ではない。
- ヒメギフチョウ L. puziloi - ロシア沿海州から朝鮮半島、東日本に分布[21]
  - L. puziloi. inexpecta - 本州産
  - L. puziloi yazawae -本州（甲信越）産
  - L. puziloi. yessoensis - 北海道産

日本ではギフチョウとヒメギフチョウの分布が明確に分かれていることが知られており、この2種の分布境界線をリュードルフィアライン（ギフチョウ線）と呼ぶ。リュードルフィアとはギフチョウの属名 Luehdorfia である。このライン上の山形県や長野県では両種の雑種が確認されている。

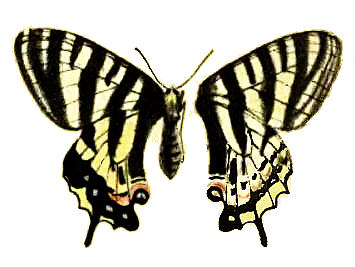
シナギフチョウ L. chinensis
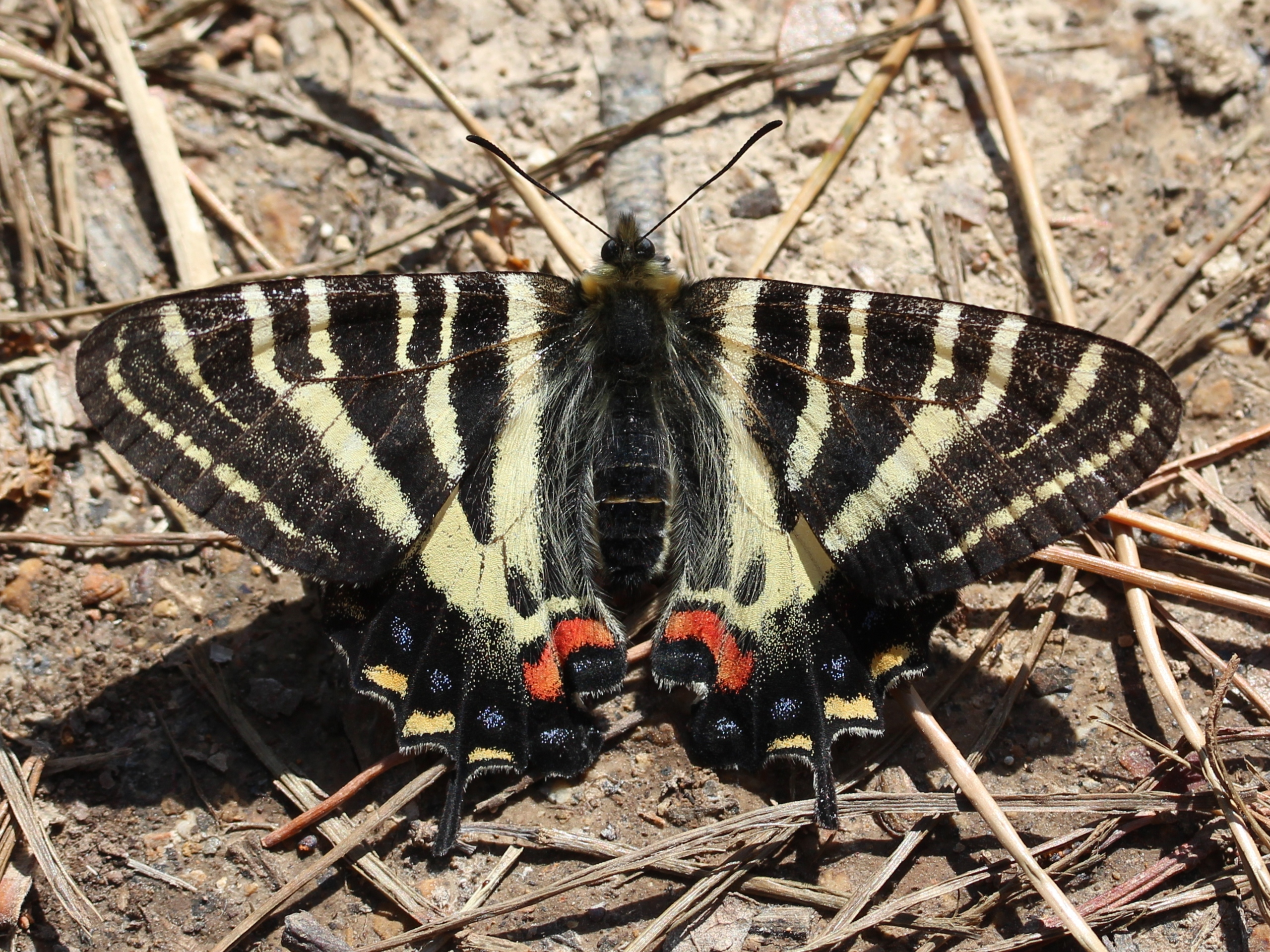
ギフチョウ L. japonica
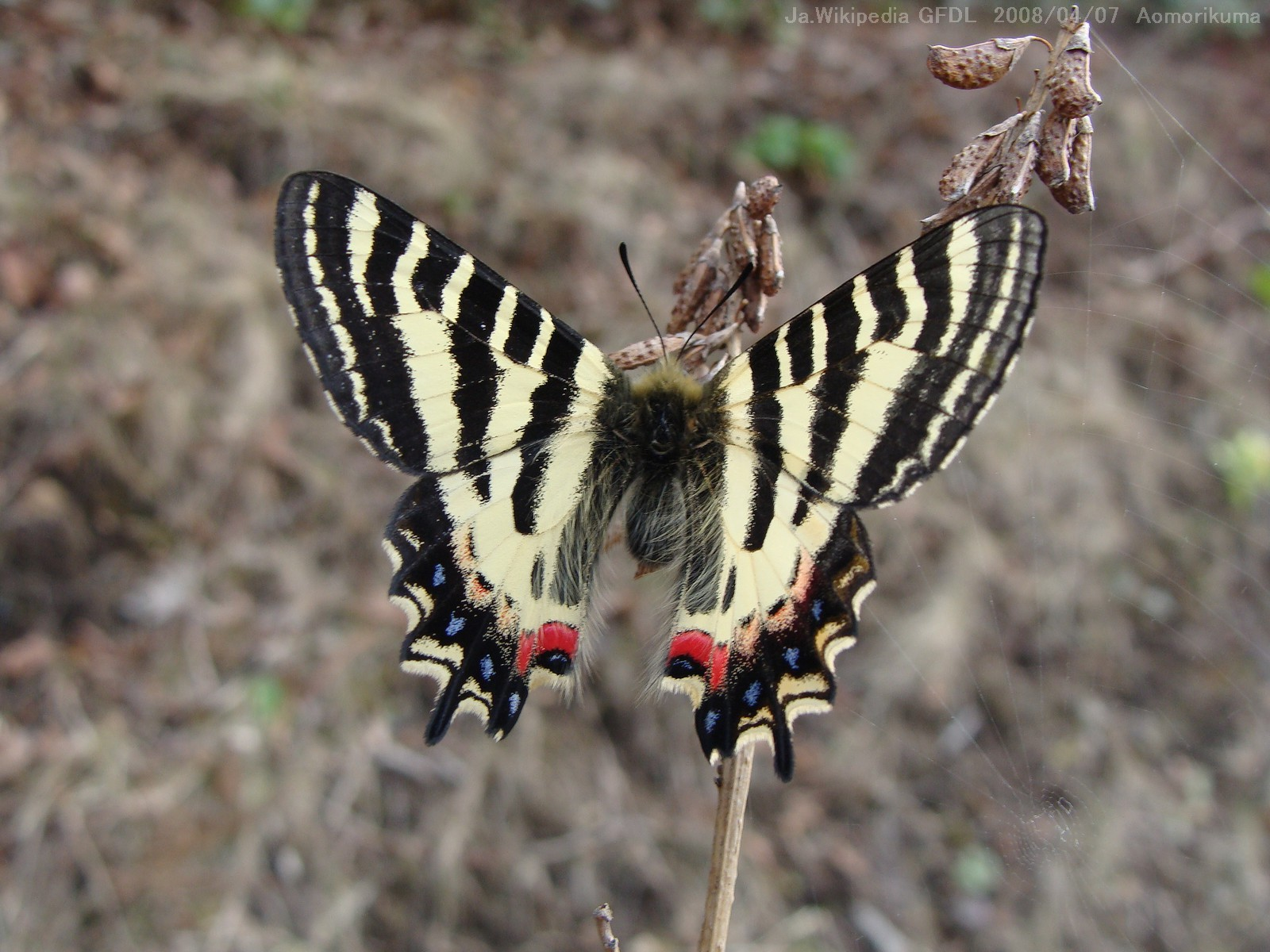
ヒメギフチョウ L. puziloi

### ヒメギフチョウ
日本にはギフチョウの他にもう1種類 ヒメギフチョウ（姫岐阜蝶、Luehdorfia puziloi）が分布する。
ギフチョウによく似ているが、前翅のいちばん前方外側の黄白色の斑紋がずれず、他の斑紋と曲線をなしている。また、尾状突起が短く、先がとがっている。生育環境も、より冷涼な山地を好む。
中国東北部、シベリア沿海州、朝鮮半島、日本にかけて広く分布する。日本では中部地方・関東地方の数県と東北地方、北海道に分布している。日本の個体群のうち、本州産のものは亜種 L. p. inexpecta 、北海道のものは亜種 L. p. yessoensis とされている。新潟県糸魚川市大字小滝の『クモマツマキチョウ及びヒメギフチョウ生息地』が県指定の天然記念物である。また群馬県で天然記念物に指定されている。
幼虫はウマノスズクサ科のウスバサイシン、オクエゾサイシンなどを食草とする。

## 保護と問題点
ギフチョウは、日本産のチョウの中でも特に保護活動が盛んに行われている種類である。
国際自然保護連合（IUCN）により、レッドリストの準絶滅危惧（NT）の指定を受けている。
日本では環境省により、絶滅危惧II類（VU）の指定を受けている。また以下の都道府県により、レッドリストの指定を受けている。環境調査のための指標昆虫のひとつに選定されている。都市近郊の生息地の二次林の放置による個体数の減少が著しく、ゴルフ場開発などにより生息地の消滅し絶滅が危惧されている。
絶滅危惧II類 (VU)（環境省レッドリスト）
- 絶滅 - 東京都（南多摩と本土部）[3]、和歌山県[4]
- 絶滅危惧I類 - 岡山県[28]
- 絶滅危惧IB類 - 神奈川県
- 絶滅危惧II類 - 秋田県、福井県（県域絶滅危惧II類）、三重県、大阪府、島根県[29]、山口県（分布の西限）[30]
- 絶滅危惧（環境省の絶滅危惧II類相当） - 滋賀県
- Bランク - 兵庫県（環境省の絶滅危惧II類相当）
- 準絶滅危惧 - 福島県、新潟県、石川県、山梨県、長野県、岐阜県[15]、静岡県、愛知県[31]、京都府[32]、鳥取県、広島県
- 希少種 - 富山県（環境省の準絶滅危惧相当）
- 要注目種 - 山形県

### 自治体指定の蝶
日本の以下の自治体の蝶に指定されている。
- 飯山市 - 長野県
- 鏡野町 - 岡山県

### 指定文化財
ギフチョウに関して以下の多数の自治体で天然記念物などの文化財に指定されている。
- 日本国指定の天然記念物 - 「黒岩山」（長野県飯山市、ギフチョウとヒメギフチョウの混棲地として天然記念物（天然保護区域）に指定）[33][34]
- 都道府県指定天然記念物 - 神奈川県（相模原市緑区藤野地区の「ギフチョウとその生息地」[35]）、京都府[32]、岡山県（真庭市の「ぎふちょう発生地」）[28]
- 市町村指定天然記念物 - 飯山市、飯田市、 天竜市、浜松市、福井市、名張市（南限）[36]、松江市（八雲町のギフチョウ）[37]、御所市、大石田町、鮭川村、白馬村[38]など